# Trận Shinohara
Sau Trận Kurikara, Minamoto no Yoshinaka đuổi kịp quân rút chạy của Taira no Munemori. Một trận đấu tên giữa chiến sĩ ở hai bên rồi đến đánh cận chiến, bao gồm vài trận đấu tay đôi trứ danh. Chiến thắng thuộc về nhà Minamoto.